# Cyclosa vieirae
Cyclosa vieirae là một loài nhện trong họ Araneidae.
Loài này thuộc chi Cyclosa. Cyclosa vieirae được Herbert Walter Levi miêu tả năm 1999.